# Dorysthenes montanus
Dorysthenes montanus är en skalbaggsart som först beskrevs av Guérin-Méneville 1840.  Dorysthenes montanus ingår i släktet Dorysthenes och familjen långhorningar.
Artens utbredningsområde är Burma. Inga underarter finns listade i Catalogue of Life.